# Jakob Golz
Jakob Karl Gerhard Golz (* 16. August 1998 in Hamburg) ist ein deutscher Fußballspieler. Der Torwart steht derzeit bei Rot-Weiss Essen unter Vertrag.

## Karriere

### Jugendbereich
In der Jugend lernte Jakob Golz das Fußballspielen bei Eintracht Norderstedt nördlich seiner Heimatstadt Hamburg, ehe er in die Jugend des Hamburger SV wechselte. Er durchlief beim Hamburger SV sämtliche Jugendmannschaften, in denen er zum Teil auch noch als Feldspieler spielte. Erst in der U13-Mannschaft stellte sich nach und nach heraus, dass er ein Talent auf der Torwartposition besitzt. Für die B- und A-Jugend des Hamburger SV spielte er in der Junioren-Bundesliga, in den jeweils zweiten Saisons in den Mannschaften sogar als Stammtorhüter.

### Seniorenbereich
Nach seiner Juniorenzeit spielte Golz in der zweiten Mannschaft des Hamburger SV. Dort kam er aber zunächst als dritter Torwart in seiner ersten Saison in der Regionalliga-Nord aber nicht zum Einsatz. In seiner zweiten Saison kam er als zweiter Torwart auf 8 Einsätze. Nach der zweiten Saison in der U23 des Hamburger SV wechselte Golz zu Rot-Weiss Essen.
Den Zweikampf mit seinem Torhüterkollegen Marcel Lenz konnte Jakob Golz zunächst nicht für sich entscheiden, sodass er in die erste Saison bei Rot-Weiss Essen als zweiter Torhüter ging. Nach den ersten 10 Saisonspielen entschied sich Trainer Christian Titz für einen Wechsel auf der Torhüterposition, sodass Jakob Golz als Stammtorhüter bis zum Saisonende fast alle Spiele bestritt. In der Sommerpause 2020 verpflichtete Rot-Weiss Essen mit Daniel Davari eine neue Nummer eins, sodass Golz in den folgenden zwei Spielzeiten als Nummer zwei nur noch im Niederrheinpokal zum Einsatz kam. Am 32. Spieltag der Saison 2021/22 kam es aber doch zu einem Wechsel auf der Torhüterposition bei Rot-Weiss Essen.

## Erfolge
Rot-Weiss Essen
- Sieger Niederrheinpokal: 2019/20, 2022/23
- Meister der Regionalliga West: 2021/22

## Familie
Jakob ist der Sohn des ehemaligen Torwartes des Hamburger SV und des SC Freiburg Richard Golz, der insgesamt 453 Bundesligaspiele bestritt.